# Canton de Guémené-Penfao
Le canton de Guémené-Penfao est une circonscription électorale française, située dans le département de la Loire-Atlantique (région Pays de la Loire).
À la suite du redécoupage cantonal de 2014, les limites territoriales du canton sont remaniées. Le nombre de communes du canton passe de 5 à 19.

## Histoire
- De 1833 à 1848, les cantons de Guémené et de Saint-Nicolas-de-Redon avaient le même conseiller général. Le nombre de conseillers généraux était limité à 30 par département[5].

- Par décret du 25 février 2014, le nombre de cantons du département est divisé par deux, avec mise en application aux élections départementales de mars 2015. Les cantons de Guémené-Penfao, Derval et Nozay fusionnent pour former le nouveau canton de Guémené-Penfao, qui compte dès lors 19 communes[4].

## Représentation

### Conseillers d'arrondissement (de 1833 à 1940)
Le canton de Guémené-Penfao appartenait à l'arrondissement de Savenay jusqu'en 1868, puis à l'arrondissement de Saint-Nazaire.
| Période                                  | Période | Identité        | Étiquette      | Qualité |
| ---------------------------------------- | ------- | --------------- | -------------- | --- |
| 1833                                     | 1848    | Fidèle Simon    |                | Marchand de bois à Campbon, adjoint au maire, puis maire de Guémené                                         |
|                                          |         |                 |                | |
| 1895                                     | 1913    | M. Mouis        | Républicain    | |
| 1913                                     | 1919    | Léopold Hervé   |                | Adjoint au maire de Guémené                                                                                 |
| 1919                                     | 1937    | Gilles Durand   | Républicain-RG | Négociant en bois, maire de Guémené                                                                         |
| 1937                                     | 1940    | Cyprien Gourbil | Radical        | Agriculteur, maire de Conquereuil                                                                           |
| 1940                                     |         |                 |                | Les conseils d'arrondissement ont été suspendus par la loi du 12 octobre 1940 et n'ont jamais été réactivés |
| Les données manquantes sont à compléter. |         |                 |                | |

### Conseillers généraux de 1833 à 2015
| Période | Période      | Identité                          | Étiquette           | Qualité |
| ------- | ------------ | --------------------------------- | ------------------- | --- |
| 1833    | 1848         | Fidèle Marie Simon (1804-1891)    |                     | Maire de Guemené |
| 1848    | 1861         | Joseph François Simon             | Majorité dynastique | Marchand de bois de construction Maire de Saint-Nicolas-de-Redon Député (1857-1870)                                                         |
| 1861    | 1880         | Fidèle Simon (neveu du précédent) | Républicain         | Maire de Guémené-Penfao |
| 1880    | 1911 (décès) | Fidèle Simon (fils du précédent)  | Républicain         | Propriétaire et marchand de bois Député (1871-1885 et 1889-1893)                                                                            |
| 1911    | 1934         | Julien Marie Bardoul              | URD                 | Avocat Maire de Marsac-sur-Don (1900-1934)                                                                                                  |
| 1934    | 1940         | Emerand Bardoul                   | URD                 | Conseiller référendaire à la Cour des Comptes Maire de Marsac-sur-Don (1934-1977) Député (1936-1942) Nommé conseiller départemental en 1943 |
|         |              |                                   |                     | |
| 1945    | 1955         | Cyprien Gourbil (1893-1967)       | Radical             | Agriculteur, maire de Conquereuil, ancien conseiller d'arrondissement                                                                       |
| 1955    | 1973         | Henri Fournis                     | DVD                 | Notaire, maire de Guémené-Penfao (1945-1955) Sénateur (1973-1974)                                                                           |
| 1973    | 1985 (décès) | Gaston Herrouin (1940-1985)       | PS                  | Enseignant agricole, Marsac-sur-Don |
| 1985    | 1992         | Eugène Leblay (1920-2005)         | PS                  | Instituteur retraité Maire de Guémené-Penfao (1983-1995)                                                                                    |
| 1992    | 2015         | Yannick Bigaud                    | UDF-CDS puis UMP    | Chef d'entreprise Maire de Guémené-Penfao depuis 1995 Suppléant du député Michel Hunault (2002-2007)                                        |

### Conseillers départementaux à partir de 2015
| Période élective | Période élective | Mandat | Mandat   | Identité            | Nuance | Nuance | Qualité                                       |
| ---------------- | ---------------- | ------ | -------- | ------------------- | ------ | ------ | --------------------------------------------- |
| 2015             | 2021             | 2015   | 2021     | Anne-Sophie Douet   |        | DVD    | Ostéopathe à Nozay                            |
| 2015             | 2021             | 2015   | 2021     | Yannick Bigaud      |        | DVD    | Retraité Maire de Guémené-Penfao (1995-2020)  |
| 2021             | 2028             | 2021   | en cours | Laurence Le Bihan   |        | DVD    | Hôtesse d'accueil Adjointe au maire de Derval |
| 2021             | 2028             | 2021   | en cours | Jean-Claude Provost |        | DVD    | Maire de Nozay (depuis 2014)                  |

### Résultats détaillés

#### Élections de mars 2015
À l'issue du 1er tour des élections départementales de 2015, deux binômes sont en ballottage : Yannick Bigaud et Anne-Sophie Douet (Union de la Droite, 33,83 %) et Viviane Lopez et Gilles Philippot (DVG, 32,86 %). Le taux de participation est de 55,04 % (13 600 votants sur 24 710 inscrits) contre 50,7 % au niveau départemental et 50,17 % au niveau national.
Au second tour, Yannick Bigaud et Anne-Sophie Douet (Union de la Droite) sont élus avec 50,05 % des suffrages exprimés et un taux de participation de 53,34 % (6 102 voix pour 13 181 votants et 24 710 inscrits).

#### Élections de juin 2021
Le premier tour des élections départementales de 2021 est marqué par un très faible taux de participation (33,26 % au niveau national). Dans le canton de Guémené-Penfao, ce taux de participation est de 30,51 % (7 924 votants sur 25 976 inscrits) contre 31,09 % au niveau départemental. À l'issue de ce premier tour, deux binômes sont en ballottage : Laurence Le Bihan et Jean Claude Provost (Divers, 49,1 %) et Ketty Knockaert Guillaume et Jean-Pierre Possoz (DVG, 23,01 %).
Le second tour des élections est marqué une nouvelle fois par une abstention massive équivalente au premier tour. Les taux de participation sont de 34,36 % au niveau national, 32,4 % dans le département et 30,7 % dans le canton de Guémené-Penfao. Laurence Le Bihan et Jean Claude Provost (Divers) sont élus avec 61,09 % des suffrages exprimés (4 608 voix pour 7 978 votants et 25 990 inscrits),,. 

## Composition

### Composition avant 2015

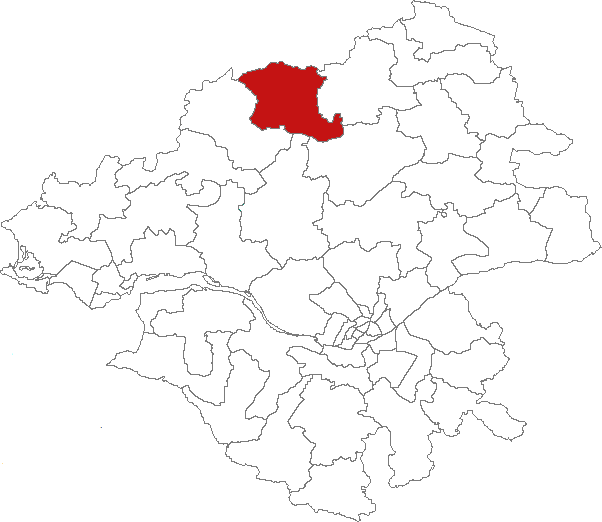
Situation du canton de Guémené-Penfao dans le département de la Loire-Atlantique avant 2015.

Le canton regroupait six communes.
| Nom                        | Code Insee | Codepostal | Superficie (km2) | Population (dernière pop. légale) | Densité (hab./km2) |
| -------------------------- | ---------- | ---------- | ---------------- | --------------------------------- | ------------------ |
| Guémené-Penfao (chef-lieu) | 44067      | 44290      | 105,51           | 5 209 (2012)                      | 49                 |
| Conquereuil                | 44044      | 44290      | 32,87            | 1 061 (2012)                      | 32                 |
| Marsac-sur-Don             | 44091      | 44170      | 27,68            | 1 475 (2012)                      | 53                 |
| Massérac                   | 44092      | 44290      | 18,78            | 687 (2012)                        | 37                 |
| Pierric                    | 44123      | 44290      | 27,30            | 980 (2012)                        | 36                 |

### Composition depuis 2015
Le canton de Guémené-Penfao compte dix-neuf communes entières.
| Nom                                    | Code Insee | Intercommunalité        | Superficie (km2) | Population (dernière pop. légale) | Densité (hab./km2) | Modifier                                    |
| -------------------------------------- | ---------- | ----------------------- | ---------------- | --------------------------------- | ------------------ | ------------------------------------------- |
| Guémené-Penfao (bureau centralisateur) | 44067      | CA Redon Agglomération  | 105,51           | 5 242 (2022)                      | 50                 | modifier les données · modifier les données |
| Abbaretz                               | 44001      | CC de Nozay             | 61,76            | 2 052 (2022)                      | 33                 | modifier les données · modifier les données |
| La Chevallerais                        | 44221      | CC du Pays de Blain     | 10,23            | 1 559 (2022)                      | 152                | modifier les données · modifier les données |
| Conquereuil                            | 44044      | CA Redon Agglomération  | 32,87            | 1 072 (2022)                      | 33                 | modifier les données · modifier les données |
| Derval                                 | 44051      | CC Châteaubriant-Derval | 63,51            | 3 578 (2022)                      | 56                 | modifier les données · modifier les données |
| La Grigonnais                          | 44224      | CC de Nozay             | 21,22            | 1 815 (2022)                      | 86                 | modifier les données · modifier les données |
| Jans                                   | 44076      | CC Châteaubriant-Derval | 33,21            | 1 381 (2022)                      | 42                 | modifier les données · modifier les données |
| Lusanger                               | 44086      | CC Châteaubriant-Derval | 35,38            | 1 064 (2022)                      | 30                 | modifier les données · modifier les données |
| Marsac-sur-Don                         | 44091      | CC Châteaubriant-Derval | 27,68            | 1 529 (2022)                      | 55                 | modifier les données · modifier les données |
| Massérac                               | 44092      | CA Redon Agglomération  | 18,78            | 670 (2022)                        | 36                 | modifier les données · modifier les données |
| Mouais                                 | 44105      | CC Châteaubriant-Derval | 9,93             | 356 (2022)                        | 36                 | modifier les données · modifier les données |
| Nozay                                  | 44113      | CC de Nozay             | 57,70            | 4 280 (2022)                      | 74                 | modifier les données · modifier les données |
| Pierric                                | 44123      | CA Redon Agglomération  | 27,30            | 1 011 (2022)                      | 37                 | modifier les données · modifier les données |
| Puceul                                 | 44138      | CC de Nozay             | 20,09            | 1 124 (2022)                      | 56                 | modifier les données · modifier les données |
| Saffré                                 | 44149      | CC de Nozay             | 57,46            | 4 075 (2022)                      | 71                 | modifier les données · modifier les données |
| Saint-Vincent-des-Landes               | 44193      | CC Châteaubriant-Derval | 33,70            | 1 527 (2022)                      | 45                 | modifier les données · modifier les données |
| Sion-les-Mines                         | 44197      | CC Châteaubriant-Derval | 54,71            | 1 658 (2022)                      | 30                 | modifier les données · modifier les données |
| Treffieux                              | 44208      | CC de Nozay             | 19,12            | 976 (2022)                        | 51                 | modifier les données · modifier les données |
| Vay                                    | 44214      | CC de Nozay             | 36,13            | 2 084 (2022)                      | 58                 | modifier les données · modifier les données |
| Canton de Guémené-Penfao               | 4408       |                         | 726,29           | 37 053 (2022)                     | 51                 | modifier les données                        |

## Démographie

### Démographie avant 2015
| 1962  | 1968  | 1975  | 1982  | 1990  | 1999  | 2006  | 2007  | 2008  |
| ----- | ----- | ----- | ----- | ----- | ----- | ----- | ----- | ----- |
| 9 197 | 8 719 | 8 015 | 7 925 | 7 840 | 7 959 | 8 670 | 8 751 | 8 832 |

| 2009  | 2010  | 2011  | 2012  | - | - | - | - | - |
| ----- | ----- | ----- | ----- | - | - | - | - | - |
| 8 940 | 9 114 | 9 286 | 9 412 | - | - | - | - | - |

### Démographie depuis 2015
En 2022, le canton comptait 37 053 habitants, en évolution de +2,42 % par rapport à 2016 (Loire-Atlantique : +6,68 %, France hors Mayotte : +2,11 %).
| 2013   | 2018   | 2022   |
| ------ | ------ | ------ |
| 35 564 | 36 459 | 37 053 |